# San Rafael del Carrizal
San Rafael del Carrizal är en ort i Mexiko.   Den ligger i kommunen Santa Ana Maya och delstaten Michoacán de Ocampo, i den centrala delen av landet, 220 km väster om huvudstaden Mexico City. San Rafael del Carrizal ligger 1 840 meter över havet och antalet invånare är 771.
Terrängen runt San Rafael del Carrizal är platt åt sydväst, men åt nordost är den kuperad. Runt San Rafael del Carrizal är det ganska tätbefolkat, med 166 invånare per kvadratkilometer. Närmaste större samhälle är Uriangato, 12,9 km nordväst om San Rafael del Carrizal. I omgivningarna runt San Rafael del Carrizal växer huvudsakligen savannskog.